# Greta Thunberg
Pour les articles homonymes, voir Thunberg.
Greta Thunberg (/²ɡrʲeːta ²tʰʉːnbærj/ ), née le 3 janvier 2003 à Stockholm (Suède), est une militante suédoise d'abord connue en tant qu'écologiste essentiellement engagée dans la lutte contre le réchauffement climatique. Parmi ses autres activités figurent sa volonté de promouvoir la neurodiversité (lutte contre l'exclusion des personnes autistes), sa défense du droit international et son soutien à la cause palestinienne.
Elle acquiert une renommée internationale pour ses actions militantes et plusieurs interventions et discours, dont notamment un discours au siège de l'Organisation des Nations unies, en confrontant les décideurs politiques à la crise existentielle résultant du changement climatique auquel l'humanité doit faire face.
Elle manifeste durant l'été 2018 devant le Parlement suédois, à l'âge de 15 ans, contre l'inaction face au changement climatique. En novembre 2018, elle lance la grève scolaire pour le climat (Skolstrejk för klimatet), dans laquelle elle s'implique personnellement jusqu'en juin 2023. Le mouvement se propage dans le monde entier après son discours à la conférence de Katowice de 2018 sur les changements climatiques (COP24), en décembre de la même année. En 2019, plusieurs manifestations mondiales coordonnées impliquent plus d'un million d'étudiants dans chaque métropole. Pour éviter de se déplacer en avion, Greta Thunberg navigue en mer jusqu'en Amérique du Nord où elle assiste au sommet des Nations unies sur l'action climatique de 2019. Dans son discours, elle prononce la petite phrase « How dare you? » (« comment osez-vous ? ») à l'attention des personnalités politiques ; l'expression est largement reprise par la presse, et souvent détournée, dans la culture populaire.
Elle reçoit plusieurs prix et distinctions pour son militantisme. En mai 2019, elle fait la couverture du magazine Time, qui lui décerne le titre de personnalité de l'année. Classée dans la liste Forbes des 100 femmes les plus influentes au monde, elle est, cette même année, titulaire des prix Right Livelihood et Ambassadeur de la conscience. Son influence sur la scène mondiale est décrite comme l'« effet Greta Thunberg » par The Guardian et d'autres médias.
D'idéologie anticapitaliste, elle défend aussi le droit international et prend entre autres la défense du peuple palestinien, s'affichant avec des pancartes contre le présumé génocide de ce peuple ou prenant la mer pour Gaza au sein de la « flottille de la Liberté ».
Son discours radical et son ascension spectaculaire l'ayant fait accéder à une renommée mondiale ont fait d'elle un symbole pour de nombreux écologistes, mais aussi la cible de nombreuses critiques et réactions, parfois violentes. Son TSA, sa manière de s'exprimer, son apparence physique, sa petite taille, son âge et son sexe l'exposent d'autant plus à des attaques personnelles.

## Biographie

### Famille
Greta Tintin Eleonora Ernman Thunberg est la fille de Svante Thunberg (sv), acteur et réalisateur suédois et de la chanteuse lyrique Malena Ernman. Elle a une petite sœur, Beata Ernman Thunberg. Son grand-père paternel, Olof Thunberg, était également un comédien connu. Elle partage une partie de son ascendance lointaine avec celle du lauréat du prix Nobel de chimie de 1903, Svante Arrhenius, un des premiers à émettre une théorie du réchauffement climatique au début du XXe siècle.

### Jeunesse

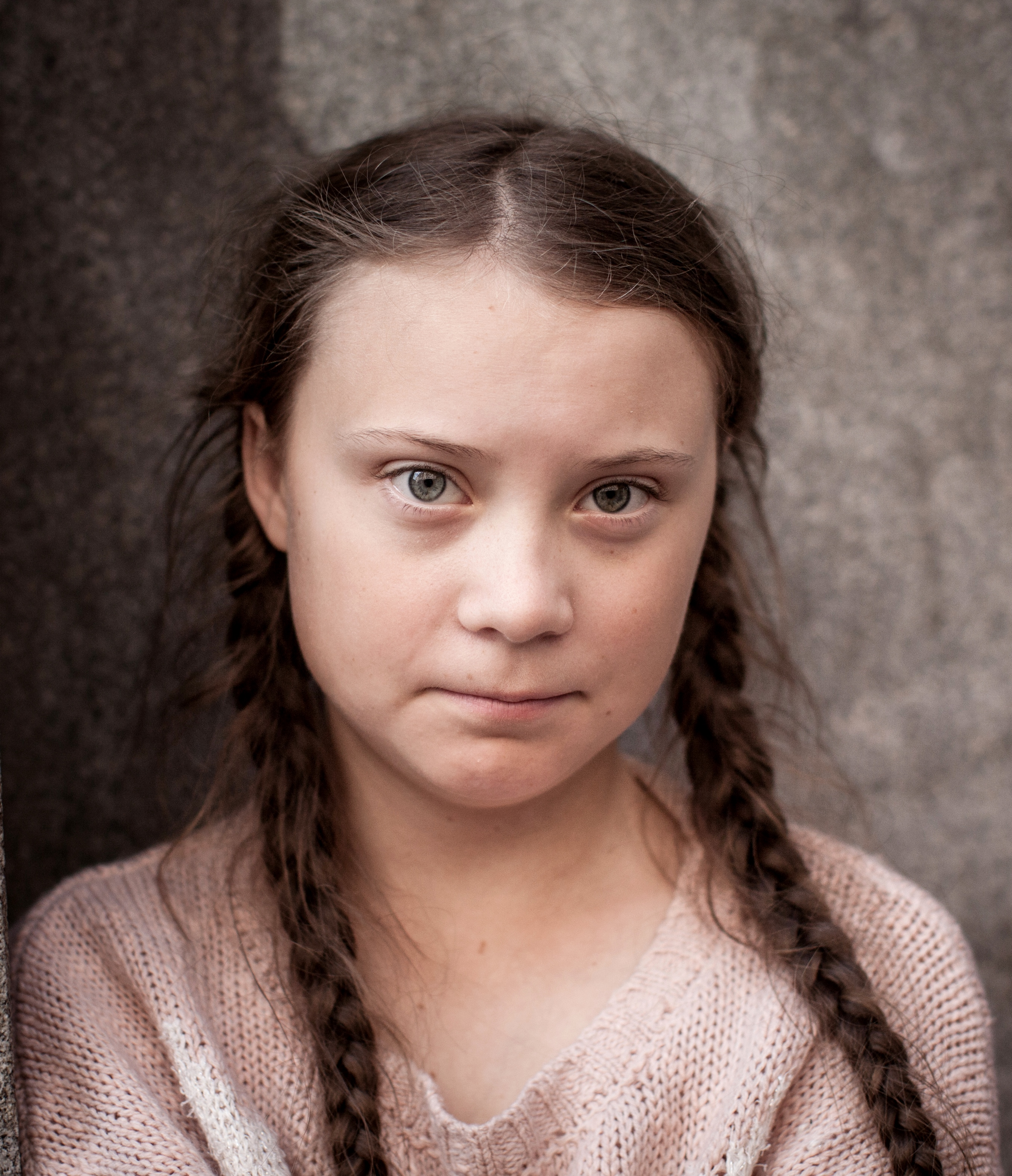
Greta Thunberg en 2018.

Née le 3 janvier 2003 à Stockholm, Greta Thunberg déclare avoir commencé à s'intéresser au changement climatique à l'âge de 9 ans.
À 11 ans, à la suite d'un épisode dépressif et d'anorexie mentale de huit mois lié à l'écoanxiété, le syndrome d'Asperger (une forme d’autisme), un trouble obsessionnel compulsif, un trouble du déficit de l'attention avec ou sans hyperactivité et un mutisme sélectif sont diagnostiqués chez elle et sa sœur Beata,.
Elle gagne — en mai 2018 — un concours d'écriture sur le climat à la suite duquel elle rencontre Bo Thorén, « militant écologiste de la première heure », dont l'association, Fossil Free Dalsland, créée en 2013, cherche à mettre fin aux industries fossiles dans la Dalie.
Sa biographie Scènes du cœur (Scener ur hjärtat) est publiée dès le 24 août 2018, soit quelques jours après le début de sa grève. Elle est rédigée par ses parents, sa sœur, mais aussi par elle-même : à la suite d'une dépression, elle dialogue avec ses parents au sujet de ses craintes sur l'environnement et le réchauffement climatique.
Elle devient végane, influençant sa famille : son père le devient également, et sa mère s'en rapproche partiellement,. Greta Thunberg refuse les achats non nécessaires, puis refuse de prendre l'avion à partir de l'âge de 15 ans ; sa famille lui emboîte le pas. C'est ainsi qu'elle se serait rendu compte de sa capacité à convaincre les autres.
Dans le nouveau livre familial Our House Is on Fire: Scenes of a Family and a Planet in Crisis, sa mère revient sur la dépression de Thunberg et explique que sa fille ne peut tout simplement pas concilier les contradictions de la vie moderne : vivre dans une société dite d'abondance, basée sur la consommation, ayant accès à de multiples ressources, mais être incapable d'aider les personnes vulnérables ou qui fuient la pauvreté, la guerre, la terreur ou qui ont tout perdu. Elle ne peut pas comprendre qu'un film sur les déchets polluant les océans bouleverse comme elle ses camarades de classe pendant la projection, mais que quelques minutes plus tard, ils puissent parler de voyages et de ce qu'ils vont bientôt acheter.

### Autisme

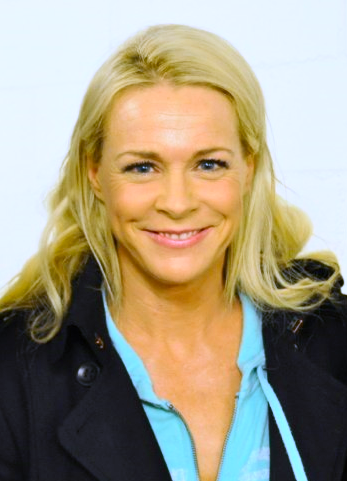
Malena Ernman, mère de Greta et de Beata Thunberg, est l'autrice d'un ouvrage sur l'autisme et le déficit attentionnel diagnostiqués à celles-ci.

Malena Ernman a publié un livre consacré à l'autisme et au trouble du déficit de l'attention en raison du syndrome d'Asperger diagnostiqué chez chacune de ses enfants, Greta et Beata. Greta Thunberg a déclaré considérer son diagnostic du syndrome d'Asperger « dans les bonnes circonstances » comme étant un super-pouvoir,.
Cet état, qui ne relève pas d'une affection psychiatrique mais d'une variation du développement, a entraîné des critiques de la part de certains opposants qui l'ont qualifiée de froide et incapable d'émotions ; critiques ayant suscité à leur tour une réaction de Danièle Langloys, présidente de l’association Autisme France, sur le site du journal Le Monde où elle précise la véritable nature du spectre de l'autisme dans lequel certaines personnes à l'instar de Greta Thunberg ne présentent aucun trouble du développement intellectuel ; elle explique aussi que ces personnes ne sont pas des "golems" ou "machines" dépourvus d'émotions et de libre arbitre.

## Militantisme

### Grève étudiante du vendredi pour le climat
Greta Thunberg est en mai 2018 l'une des lauréates du concours organisé par le Svenska Dagbladet proposant aux jeunes Suédois d'écrire un article sur le climat à l'intention des jeunes. Elle y décrit sa peur du changement climatique.
Dans une lettre, elle explique que ce concours lui a permis d'être contactée par « un groupe de personnes, surtout des jeunes, qui voulaient faire quelque chose au sujet de la crise climatique ». Selon Greta Thunberg, Bo Thorén, qui participe avec elle et d'autres jeunes militants à des réunions téléphoniques, émet plusieurs idées dont « une idée vague d’une grève scolaire (que les écoliers fassent quelque chose dans les cours d’école ou dans les salles de classe), inspirée par les étudiants de Parkland qui avaient refusé d’aller à l’école après la fusillade ». Elle aime l'idée et essaye de faire en sorte que d'autres jeunes se joignent à elle, mais eux pensent qu'une marche aura plus de résultats. Elle planifie alors la grève scolaire seule et ne participe plus à des réunions avec le groupe.

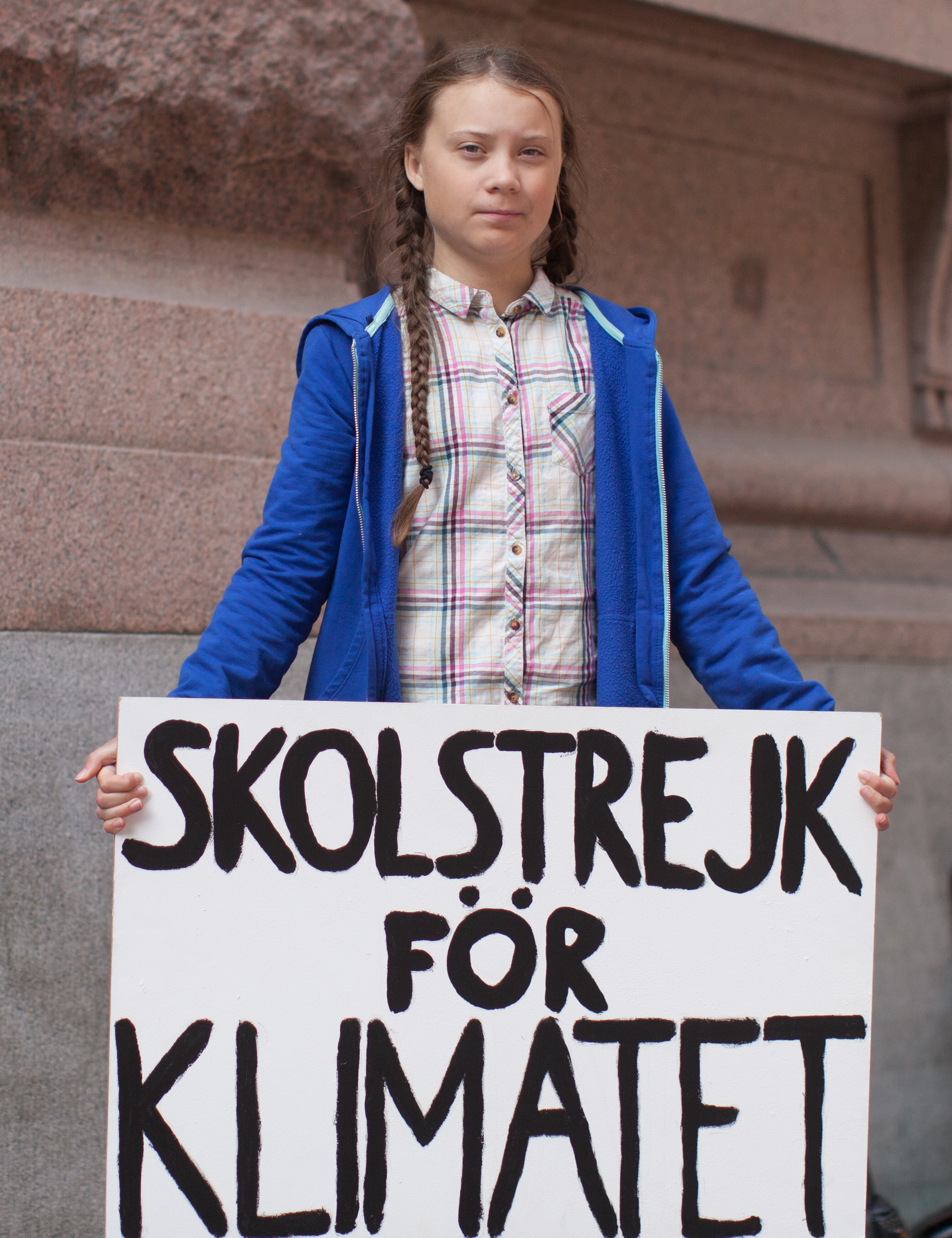
Greta Thunberg montrant une pancarte pour la « grève de l'école pour le climat », en août 2018.

Le 20 août 2018, jour de sa rentrée en neuvième année (équivalent de la classe de troisième du système français) dans une école de Stockholm, Greta Thunberg entame une grève devant le Riksdag (Parlement suédois), et explique aux journalistes conviés qu'elle n'ira pas à l'école jusqu'aux élections générales du 9 septembre 2018,. La Suède venait alors de vivre une canicule avec des feux de forêt sans précédent. Elle exige que le gouvernement suédois réduise les émissions de dioxyde de carbone d'origine anthropique, comme prévu par l'accord de Paris. Elle reste assise devant le Parlement suédois chaque jour durant les heures d'école. Elle appelle, sur sa pancarte, à une « grève de l'école pour le climat ». Son histoire est reprise par les journaux internationaux.
Après l'élection, elle continue de manifester chaque vendredi. Sur Twitter, elle utilise les hashtags #Klimatstrejka, #ClimateStrike et #FridaysforFuture. Elle participe à la manifestation Rise for Climate devant le Parlement européen à Bruxelles. À Londres, elle participe à la « déclaration de rébellion » (de désobéissance civile) organisée par Extinction Rebellion.
Le principe d'une grève scolaire le vendredi — Fridays for Future — retient l'attention des médias de la planète,. Il trouve des variantes dans d'autres pays : aux Pays-Bas, en Allemagne, en Finlande, au Danemark, au Luxembourg,, en France, en Espagne et en Australie. En Belgique, elle inspire Anuna De Wever et Kyra Gantois, qui lancent une grève des jeunes en s'inspirant de son action.
En Australie, où les écologistes sont en butte à l'importante industrie nationale des énergies fossiles, des milliers d'élèves inspirés par Greta Thunberg font la grève scolaire le vendredi, malgré la remarque de leur Premier ministre Scott Morrison qui déclare au parlement : « Ce que nous voulons, c'est l'apprentissage dans les écoles et moins de militantisme. »
Au total, en novembre et décembre 2018, plus de vingt mille étudiants avaient organisé des grèves dans au moins 270 villes de pays comme l'Allemagne, l'Australie, l'Autriche, la Belgique, le Canada, le Danemark, les États-Unis, la Finlande, le Japon, les Pays-Bas, le Royaume-Uni et la Suisse,,.

Le 15 mars 2019, elle invite le monde entier à transformer la grève de type sitting par une « grève mondiale pour le climat ». À la suite de la grève mondiale du 15 mars 2019, elle s'exprime sur Facebook pour dire :

« Il nous faut une nouvelle façon de penser. Le système politique que vous, les adultes, avez créé n'est que compétition. Vous trichez dès que vous pouvez car tout ce qui compte, c'est de gagner. Nous devons coopérer et partager ce qui reste des ressources de la planète d'une façon juste. »

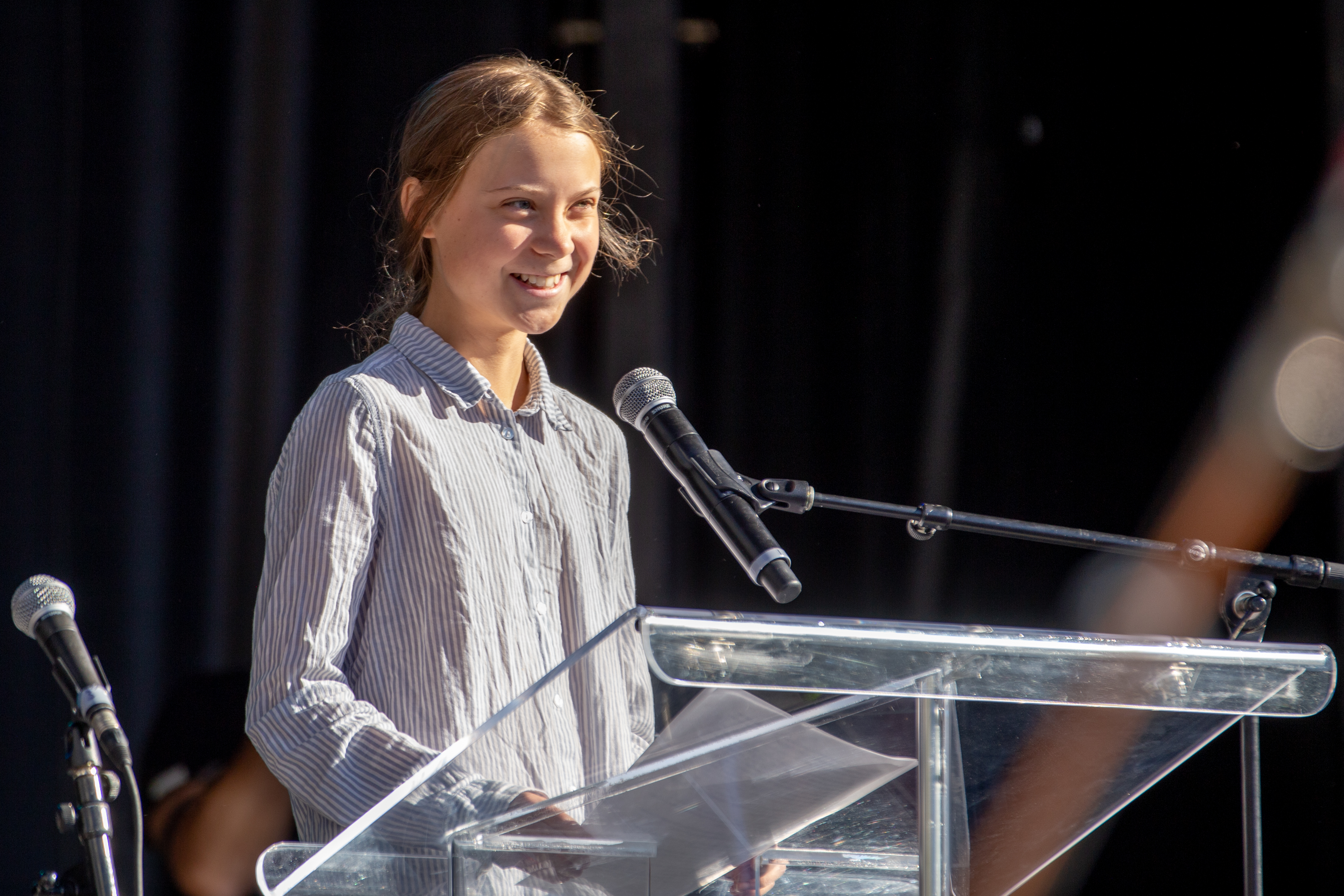
Greta Thunberg lors de la marche pour le climat à Montréal le 27 septembre 2019.

Elle est un des principaux vecteurs du mouvement de grève scolaire en Europe et dans le monde pour protester contre l’inaction des États en matière de réchauffement climatique. Le 27 septembre 2019, lors d’un nouveau Friday for Future mué en « grève mondiale pour le climat », une manifestation rassemble un demi-million de personnes à Montréal. Le défilé — qualifié d'« historique » par la police, et auquel a participé le premier ministre Justin Trudeau — est « du jamais vu au Québec et l’une des plus grosses manifestations jamais organisées au Canada. » À la fin de la marche, les clés de la ville sont symboliquement remises à Greta Thunberg par la mairesse, Valérie Plante,.
Le 13 mars 2020, pendant la période de confinement liée à la Covid-19, elle appelle sur Twitter à faire la grève pour le climat en ligne, via le mot-dièse #climateactionstrikeonline.
Le 9 juin 2023, Greta Thunberg, désormais bachelière, annonce cesser sa grève scolaire.
En 2024, elle continue de faire grève le vendredi aux abords du Parlement suédois et se fait régulièrement arrêter par la police.

### Prise de parole à la COP24
Le 4 décembre 2018, Greta Thunberg s'adresse à la COP24, le sommet des Nations unies sur les changements climatiques,. Elle déclare espérer atteindre par cette conférence le fait « de comprendre que nous sommes en face d'une menace existentielle » et la nécessité de « faire aussi vite que possible quelque chose pour arrêter les émissions ». Lors de la dernière journée officielle, le 14 décembre, elle affirme à la tribune de la COP24 que « notre biosphère est sacrifiée pour que les riches des pays comme le mien puissent vivre dans le luxe. Ce sont les souffrances du plus grand nombre qui paient pour le luxe du plus petit nombre. »

### Défense de la neurodiversité
À plusieurs reprises, dont le 2 avril 2019, à l'occasion de la journée mondiale de la sensibilisation à l'autisme, Greta Thunberg décrit sa forme d'autisme comme un « super-pouvoir » : « Sans mon diagnostic, je n’aurais jamais commencé la grève de l’école pour le climat. Parce que j’aurais été comme tout le monde. Nos sociétés doivent changer, nous avons besoin de personnes qui savent sortir des sentiers battus et nous devons commencer à prendre soin les uns des autres. Et accepter nos différences. » Sa publication est aimée presque 200 000 fois sur Instagram. L'Agence Science-Presse souligne à cette occasion que l'intérêt spécifique de Greta Thunberg, une particularité courante chez les personnes ayant des troubles du spectre de l'autisme, est le climat ; l'article en conclut que « l’idée que des gens comme Greta Thunberg puissent avoir des regards perspicaces, non en dépit de l’autisme mais grâce à lui, gagne du terrain, dans le contexte d’un mouvement global pour honorer la neurodiversité »,. La journaliste du New Yorker Masha Gessen écrit : « La protestation de Greta a un double objectif. Cela attire non seulement l'attention sur la politique climatique, comme elle le souhaitait, mais montre également le potentiel politique de la différence neurologique. »

### Prise de parole devant le Parlement britannique
Le 23 avril 2019, Greta Thunberg donne un discours devant le Parlement britannique à la Chambre des communes du Royaume-Uni, expliquant l'esprit de sa grève scolaire pour le climat, reprochant aux parlementaires leurs mensonges et les faux espoirs donnés, leur incompréhension de la crise climatique ou leur non-volonté de comprendre, dénonçant le soutien britannique à une expansion de ses industries charbonnières, pétrolières et gazières (dont les gaz de schistes) et de ses aéroports, politique qu'elle qualifie d'absurde et irresponsable, et appelant à ce que chaque décision soit prise en considérant son effet sur la courbe des émissions de gaz à effet de serre, et à ne pas attendre de disposer d'une solution complète pour commencer à agir.

### Prise de parole à l'Assemblée nationale française
Le député non inscrit Matthieu Orphelin, appuyé par 161 collègues, invite Greta Thunberg à s'exprimer, le 23 juillet 2019, dans une salle du palais Bourbon, en compagnie de trois militants français du climat (Ivy-Fleur Boileau, Virgile Mouquet, Alicia Arquetoux) et de la climatologue Valérie Masson-Delmotte — co-présidente du Groupe  no 1 du Groupe d'experts intergouvernemental sur l'évolution du climat (GIEC),.
L'annonce de cette intervention suscite l'hostilité de certains députés étiquetés à droite, dont les députés LR Guillaume Larrivé, Julien Aubert, Valérie Boyer, Jean-Louis Thiériot et Constance Le Grip, la députée LREM Bénédicte Peyrol et le député RN Sébastien Chenu. Guillaume Larrivé appelle les députés à boycotter cette réunion. Elle reçoit en revanche le soutien d'autres personnalités politiques comme Delphine Batho, Nicolas Hulot et Olivier Faure.
Dans ce discours, Greta Thunberg appelle ses auditeurs, et notamment le monde politique, à prendre la pleine mesure de la crise climatique, à écouter et respecter ce qu'indique la communauté scientifique,,. 
Elle cite la page 108 du chapitre 2 du rapport spécial du GIEC sur les conséquences d'un réchauffement planétaire de 1,5 °C qui indique que le budget carbone restant au niveau mondial pour avoir 67 % de chances de ne pas dépasser une augmentation de température de 1,5 °C est, début 2018, de 420 gigatonnes (Gt) de CO2. Elle l'actualise à 360 Gt au moment où elle parle (juillet 2019) puisque le rythme actuel des émissions est de 42 Gt par an et elle explique que, en l'absence de changement, ce budget sera entièrement consommé en huit ans et demi. Elle évoque également : le risque de franchir avant 2030 des points de basculement dans le système climatique ; des conclusions du GIEC postérieures à l'accord de Paris qui incitent à adopter des objectifs plus ambitieux pour sauver plus de vies humaines.

### Tribune signée avant la COP25
Le 9 novembre 2019, en prévision de la COP 25 de Madrid, dans une tribune intitulée « Why we strike again » (« Pourquoi nous sommes à nouveau en grève »), dont elle est l'une des trois signataires, avec Luisa Neubauer, militante allemande pour le climat et Angela Valenzuela, coordinatrice des Vendredis pour l’avenir à Santiago, elle affirme que « la crise climatique ne concerne pas seulement l’environnement. C’est une crise des droits humains, de la justice et de la volonté politique. Les systèmes d’oppression coloniaux, racistes et patriarcaux l’ont créée et alimentée. Nous devons les démanteler ». Cette prise de position a été interprétée comme une critique de l'écologie coloniale,,.

### Refus de voyager en avion
Greta Thunberg refuse de voyager en avion en raison des émissions de carbone induites par ce mode de transport. Dans un plaidoyer en faveur du transport aérien, l'économiste Tyler Cowen suggère que, plutôt que se rendre à New York en voilier dans des conditions inconfortables, Greta Thunberg aurait pu demander à voyager sur un siège vacant ou à voler moins vite, ou compenser ses émissions de gaz à effet de serre. 
Selon Die Tageszeitung, le choix de Greta Thunberg de voyager en voilier entraîne le déplacement de six personnes par avion au lieu de deux, les membres de l'équipage du voilier ayant prévu de prendre l'avion pour New York afin de ramener le voilier. L'équipage du voilier réplique qu'il est prévu que les émissions de carbone du voyage soient compensées.
Pour certains observateurs, il est possible que le militantisme de Greta Thunberg ait amplifié le phénomène du « flygskam » (la honte de prendre l'avion) en Suède, contribuant à une forte baisse du chiffre d'affaires du secteur aérien dans ce pays.
D'autres activistes, comme Anuna De Wever, Adélaïde Charlier et Jeppe Bijker, partent en octobre 2019 pour se rendre à la Conférence de Santiago sur les changements climatiques en voilier. Ils affirment qu'il ne s'agit pas de ne plus prendre l'avion mais de réfléchir aux alternatives avant de le faire.
Du fait de la relocalisation de dernière minute de la COP25 à Madrid, Greta Thunberg lance un appel sur Twitter demandant de l'aide pour se rendre à Madrid. Elle quitte la Virginie le 13 novembre sur un voilier, la Vagabonde, avec une famille australienne, son père et une skipper professionnelle, Nikki Henderson, après avoir mis à profit son séjour aux États-Unis et au Canada pour participer à des grèves étudiantes chaque vendredi, de Iowa City à Los Angeles.

### Sommet mondial pour le climat de l'ONU enseptembre 2019
Greta Thunberg prend une année scolaire sabbatique à partir de l'été 2019 pour assister à des rencontres internationales et des conférences dans plusieurs pays qui l’invitent, l’amenant sur plusieurs continents.
Invitée par le secrétaire général de l'ONU António Guterres pour le sommet du 23 septembre à New York, elle embarque le 14 août sur le voilier de course Malizia II, doté de panneaux solaires et d'hydrogénérateurs, qui hisse pour l'occasion une voile barrée du slogan Fridays for future.
Arrivée le 28 août, elle déclare que son message pour Donald Trump est d'écouter la science mais semble douter de pouvoir l'en convaincre là où les autres ont échoué. À propos des incendies en Amazonie, elle les estime « désastreux » et les voit comme un « signe clair qu'il faut arrêter de détruire la nature ».
Le 23 septembre, elle s'exprime à la tribune de l'ONU, accusant directement les dirigeants de la planète de lui avoir « volé ses rêves et son enfance avec des paroles creuses », et de ne parler que d'un « conte de fées de croissance économique éternelle »,. Ce discours, analysé dans Le Monde comme étant « plein de rage », est considéré comme l'un des plus percutants depuis le début de son militantisme,.
Le même jour, à la suite de ce discours, avec 15 autres personnes mineures, elle intente une action juridique auprès du comité des droits de l'enfant contre cinq pays pollueurs ayant ratifié la convention de l'ONU sur les droits de l'enfant : la France, l'Allemagne, l'Argentine, le Brésil et la Turquie.

### Élections de 2021 du conseil de sécurité de l'ONU
En juin 2020, Greta Thunberg cherche à influencer la composition du conseil de sécurité des Nations unies en faveur des pays les plus soucieux du climat. À ce moment-là, le Canada et la Norvège veulent y siéger. Mais le soutien de ces pays à l'augmentation de la production de pétrole et de gaz est incompatible avec les objectifs climatiques internationaux. Avec trois autres jeunes activistes, Litokne Kabua et Ranton Anjain des îles Marshall et Pauline Tomren de Norvège, et 22 climatologues, elle signe un appel aux petits États insulaires à utiliser leur vote et leur influence pour favoriser l'Irlande, jugée plus vertueuse. Les États insulaires disposent de 20 % des votes alors que les pays candidats doivent gagner les deux tiers des votes. La Norvège et l'Irlande sont alors élues pour les deux sièges d'Europe de l'Ouest.

### COP26
En marge de sa présence à Glasgow pour la COP26 en novembre 2021, Greta Thunberg accompagnée de treize jeunes militants pour le climat du monde entier — incluant Ranton Anjain et Litokne Kabua des Iles Marshall, Ridhima Pandey d'Inde, Alexandria Villaseñor des États-Unis et Ayakha Melithafa d'Afrique du Sud — dépose un document juridique auprès de António Guterres, secrétaire général de l'ONU, pour lui demander de déclarer une « urgence climatique mondiale » en lui affectant le niveau 3, niveau le plus élevé de l'ONU, comme pour la pandémie de coronavirus et de mettre en œuvre ses pouvoirs d'urgence.

### Émissions radio
Le 30 décembre 2019, elle conçoit et anime l'émission Today de la BBC. Elle y interviewe le naturaliste David Attenborough.
Pendant le confinement dû à la crise du coronavirus, elle produit un programme radio intitulé « Humanity has not yet failed » qui raconte ses voyages et ses rencontres en 2019 et 2020 et qui s'interroge sur la notion de crise et les réponses à y apporter.

### Autres activités militantes
Le 24 novembre 2018, à la conférence TEDx Stockholm, elle s'exprime pour expliquer qu'elle ne comprend pas l'inaction des gouvernements et des citoyens en ce qui concerne la menace climatique alors même qu'ils affirment que ce problème est le plus important de tous,.
Elle se rend en train à Davos au Forum économique mondial en janvier 2019, ce qui lui prend trente-deux heures depuis Stockholm. Elle déclare qu'il est inimaginable que tant de personnalités qui s'entretiennent du climat soient venues en jet privé et qu'il est temps que les jeunes se mettent en colère et transforment cette colère en action,.
Elle cosigne en avril 2019 une tribune dans The Guardian pour demander aux gouvernements un programme de recherche et d'investissements dans la protection et la restauration des écosystèmes afin d'augmenter le stockage naturel du carbone et de protéger la biodiversité. Cette approche doit être complémentaire de la décarbonation des économies.
Le 16 avril 2019, invitée du Parlement européen à clore les sessions de la Commission de l’environnement, elle fait une longue déclaration appelant entre autres les électeurs européens à voter en faveur de l'environnement au nom des jeunes qui n'ont pas le droit de vote : « Les élections européennes approchent, et beaucoup d’entre nous qui seront les plus affectés par cette crise [climatique] — des gens comme moi — n’ont pas le droit de vote. […] Faire de votre mieux n’est désormais plus suffisant. Nous devons tous faire le maximum de ce qui est possible […] Vous ne pouvez ignorer les scientifiques et les millions d’étudiants grévistes qui manifestent pour avoir le droit à un futur »,. Le discours est émouvant, elle lâche même quelques larmes.
Le 17 avril 2019, elle rencontre le pape François au Vatican lors d'une audience générale sur la place Saint-Pierre : « J'ai rencontré aujourd'hui le pape François. Je l'ai remercié car il parle clairement de la crise climatique. Il m'a dit de poursuivre [mon engagement], ». Elle fait notamment allusion à l'encyclique Laudato si consacrée à la défense de l'environnement.
Le 21 avril 2019, à la suite de la semaine de manifestations et de blocages non violents opérés à Londres par Extinction Rebellion, elle s'exprime devant ceux-ci à Marble Arch : « Nous faisons face à une crise existentielle, la crise du climat et la crise écologique ont été ignorés pendant des décennies. »
Le 23 avril 2019, elle s'exprime devant le parlement britannique et qualifie la réduction d'émissions du Royaume-Uni de résultat d'une comptabilité créative (« creative accounting » en anglais) : en effet, le pays se targue de 37 % de réduction depuis 1990 mais ce chiffre passe à 10 % si l'on suit les règles internationales qui demandent de prendre en compte l'aviation, la marine et les transports liés aux exportations et aux importations. Le 27 avril, Rebecca Long Bailey, ministre travailliste de l'Énergie du cabinet fantôme, appelle à un vote au Parlement le 1er mai pour décréter l'urgence climatique à la suite de la déclaration de Jeremy Corbyn, chef du parti travailliste. Nicola Sturgeon, chef du parti national écossais fait de même et déclare que son gouvernement accélèrera ses efforts pour réduire les émissions de l'Écosse.

Elle s'exprime au Sommet mondial des régions pour le climat en Autriche à l'invitation d'Arnold Schwartzenegger : elle rappelle à leur responsabilité collective les présidents, les célébrités, les politiciens, les chefs d'entreprises et les journalistes et leur demande d'informer le public et de faire passer un message d'urgence.

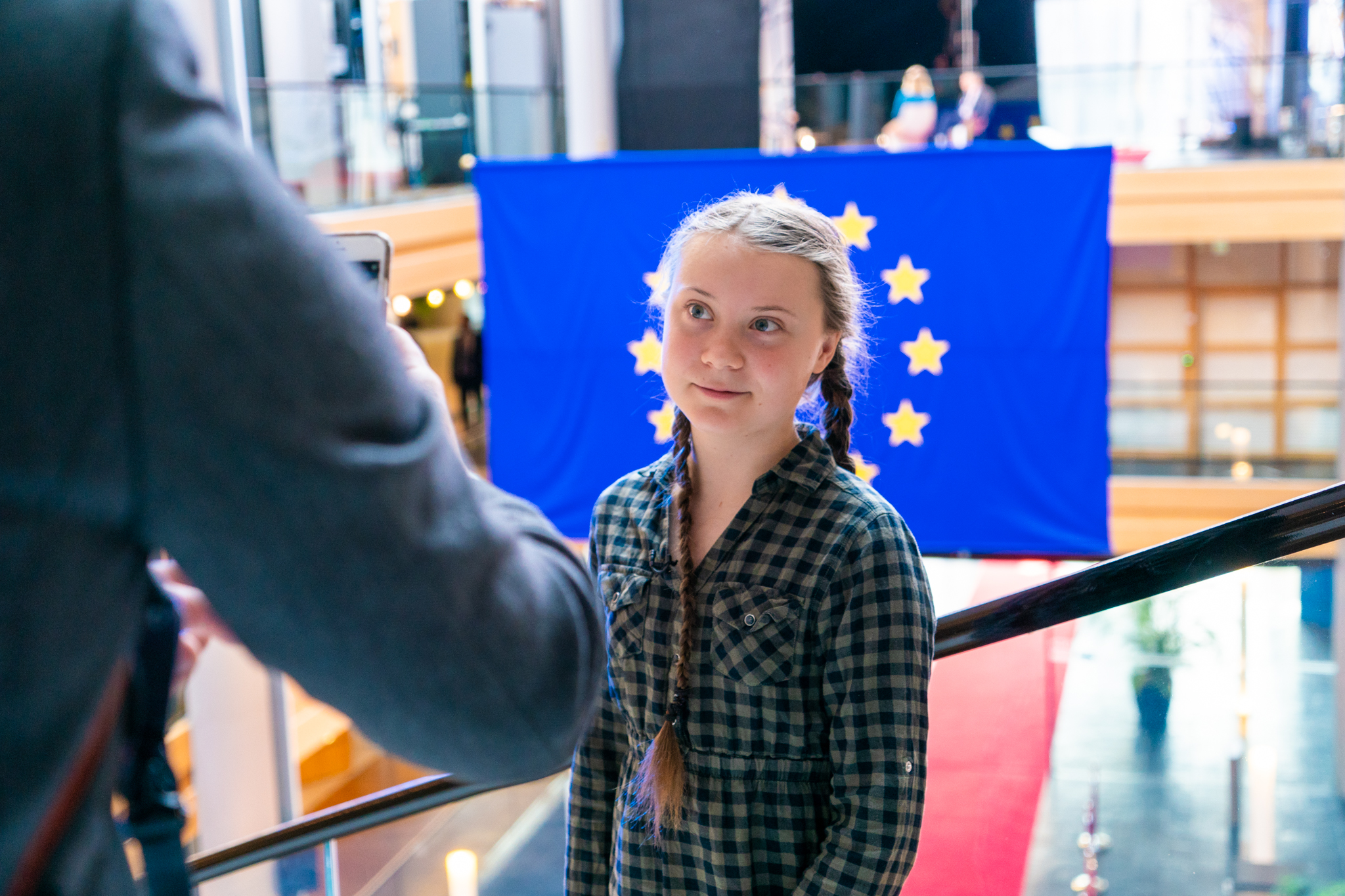
16 avril 2019, Greta Thunberg à la Commission de l’environnement du Parlement européen.

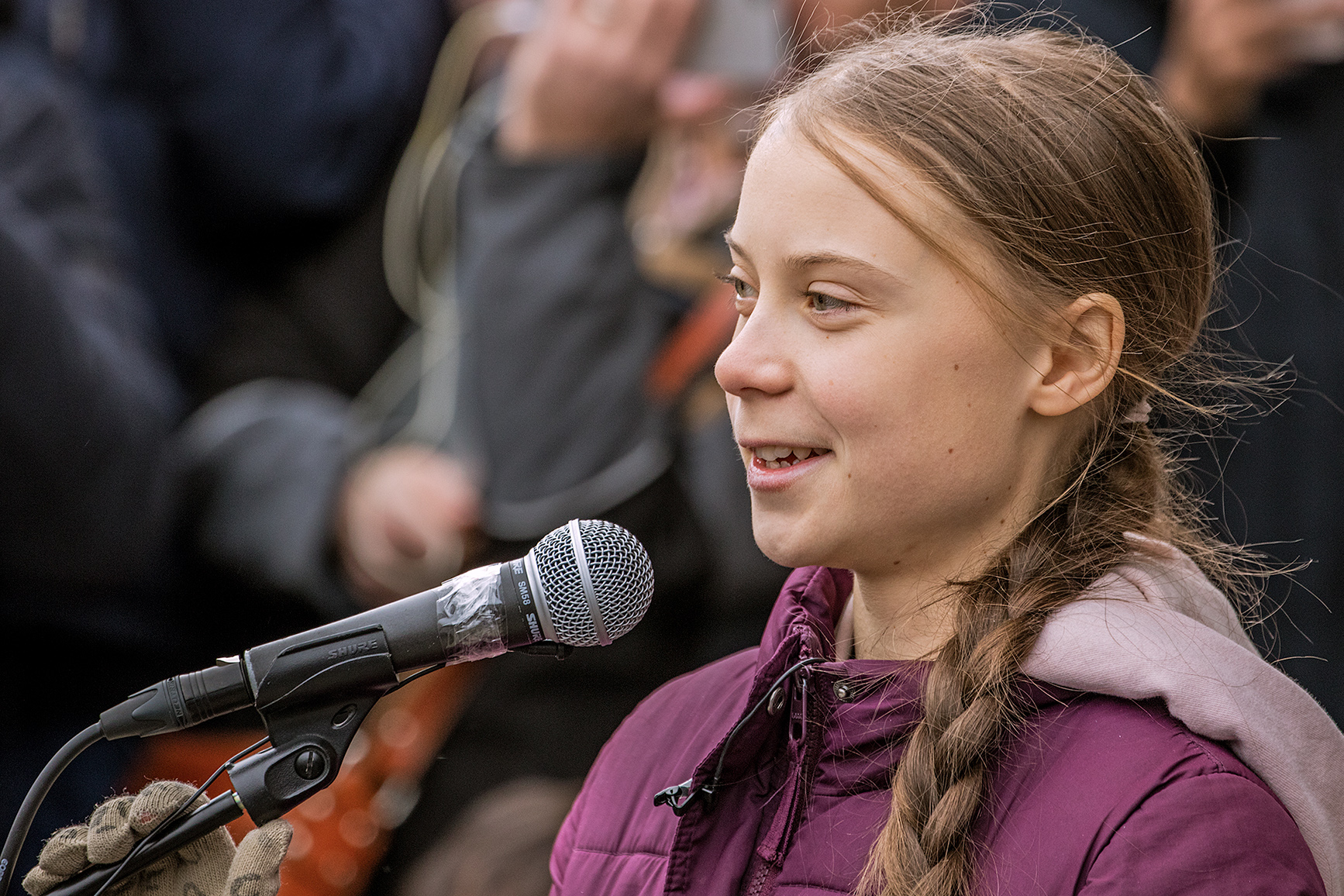
Greta Thunberg lors d'une grève pour le climat à Lausanne le 17 janvier 2020.

À Davos, en janvier 2020, elle déclare que la prise de conscience de la crise climatique avait augmenté mais qu'à d'autres égards, peu de choses avaient changé et que les émissions mondiales de CO2 n'avaient pas diminué. Vous devez « mettre immédiatement fin à toutes les subventions aux énergies fossiles et vous en désengager immédiatement et complètement. Nous ne voulons pas que cela soit fait d'ici 2050, 2030 ou même 2021 — nous voulons que cela soit fait maintenant ».
Le 4 mars 2020, elle assiste à une réunion extraordinaire de la commission de l'environnement, de la santé publique et de la sécurité alimentaire du Parlement européen pour parler de la loi européenne sur le climat. Elle déclare considérer la proposition de loi sur le climat publiée par la Commission européenne comme une reddition. Cette loi s'appuie pour assurer la neutralité carbone en 2050 sur des émissions négatives telles que la bioénergie avec captage et stockage de dioxyde de carbone qui ne sont pas encore disponibles à grande échelle bien qu'elles soient prises en compte dans les rapports du GIEC. Pour les émissions, « nous avons besoin d'un vrai zéro », a-t-elle déclaré.
Les ONG et les organisations impliquées dans la compensation carbone observent une multiplication par quatre des investissements depuis 18 mois dans ce domaine, tant de la part d'individus que de grandes entreprises. Le directeur de Climate Stewards attribue cette évolution à l'effet Greta Thunberg, à l’impact d'Extinction Rebellion, à David Attenborough, et à la grève scolaire pour le climat.
En avril 2020, elle lance une campagne axée sur les droits de l'enfant avec l'ONG danoise Human Act afin de soutenir les efforts de l'UNICEF pour lutter contre la pandémie de Covid-19 et protéger les enfants de ses conséquences directes et indirectes. Celles-ci comprennent les pénuries alimentaires, les systèmes de santé mis à rude épreuve, la violence et la perte d'éducation.
« Comme la crise climatique, la pandémie de coronavirus est une crise des droits de l'enfant », a déclaré Thunberg. « Elle affectera tous les enfants, maintenant et à long terme, mais les groupes vulnérables seront les plus touchés. Je demande à tout le monde de se mobiliser et de se joindre à moi pour soutenir le travail vital de l'UNICEF pour sauver des vies d'enfants, protéger la santé et poursuivre l'éducation. »
La campagne est lancée avec un don initial au nom de Human Act et de la Greta Thunberg Foundation à l'UNICEF de 200 000 dollars. Greta Thunberg a récemment été récompensée pour son activisme mondial par Human Act qui a accordé à sa fondation la somme de 100 000 dollars. Cette somme sera désormais versée à l'UNICEF, ainsi que 100 000 dollars supplémentaires de Human Act.
À l'automne 2020, elle appelle les Américains à voter pour le démocrate Joe Biden afin d'éviter un nouveau mandat du climatosceptique Donald Trump. « Du point de vue du climat c’est loin d’être suffisant et beaucoup d’entre vous défendiez bien sûr d’autres candidats. Mais enfin... vous savez... bon sang ! Organisez-vous juste et faites que tout le monde vote #Biden. »

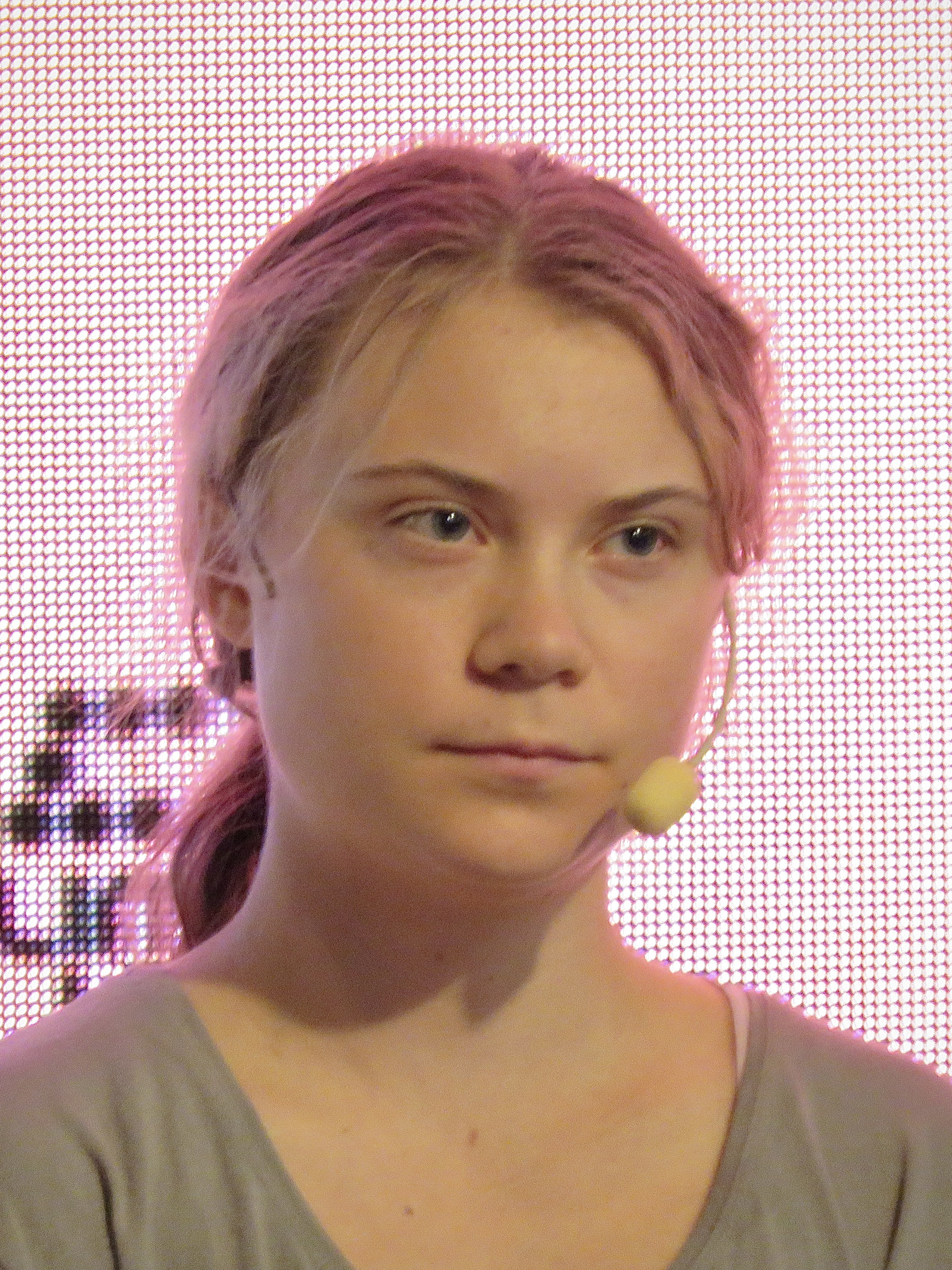
Greta Thunberg en septembre 2022.

Le 25 février 2022, elle proteste devant l’ambassade russe à Stockholm contre l'invasion de l'Ukraine par la Russie.
En novembre 2022, elle envisage de quitter le mouvement contre le réchauffement climatique.
Le 17 janvier 2023, Greta Thunberg participe à une action de désobéissance civile à la ZAD de Lützerath, en Allemagne, pour protester contre l'extension d'une mine de charbon. Elle est arrêtée et détenue plusieurs heures par la police allemande avant d'être relâchée,.
En avril 2023, elle est interpelée deux fois lors d'une manifestation d'Extinction Rebellion contre les subventions aux énergies fossiles à La Haye. 
En juin 2023, elle met fin à sa grève hebdomadaire après 251 semaines Le 19 juin 2023, elle est arrêtée par la police lors d'un rassemblement écologiste à Malmö (Suède). Le 21 juin 2023, elle apporte son soutien aux Soulèvements de la Terre.
En juillet 2023, elle est condamnée à une amende pour refus d'obtempérer en Suède pour avoir participé à une action sur le port de Malmö aux côtés de l'organisation « Ta tillbaka framtiden » en bloquant le passage de véhicules.
Le 10 février 2024, elle rejoint un groupe de manifestants dans le Tarn en opposition au projet de l'autoroute A69,.
Le 4 septembre 2024, elle est arrêtée à Copenhague au Danemark avec d'autres personnes lors d'une manifestation de soutien à la Palestine.
Le 1er novembre 2024, à quelques jours de l'élection présidentielle américaine, elle qualifie Donald Trump d’option la « plus dangereuse », tout en critiquant l’administration américaine sortante, dont Kamala Harris, à qui elle reproche « d'avoir du sang sur les mains » pour son soutien au « génocide » en Palestine par son appui financier à Israël.
Le 5 novembre 2024, dans un climat de contestation des résultats des élections législatives géorgiennes de 2024 par les partis europhiles et de soupçons d'ingérence russe dans ces élections, elle se rend à Tbilissi pour soutenir l'opposition et les manifestations pro-démocratie.
Le 11 novembre 2024, elle participe à un rassemblement à Tbilissi pour protester contre l'organisation de la COP29 par l'Azerbaïdjan, qu'elle qualifie de « pétro-État autoritaire ». Elle accuse également le pays d'« occupation » au Haut-Karabagh et de « nettoyage ethnique » au sujet de l'exode des Arméniens de cette même région (en). Le surlendemain, elle se rend d'ailleurs en Arménie. Le 14 novembre 2024, elle visite le mémorial du génocide arménien, à Erevan, où elle écrit notamment : « Plus jamais ça pour personne ».

### Soutien à la Palestine
En octobre 2023, elle appelle à faire grève pour le climat « en solidarité avec la Palestine ». Elle multiplie les déclarations propalestiniennes, s'affichant notamment avec des pancartes « Stop au génocide ». Ces prises de position tranchées suscitent la polémique, notamment son silence concernant les 1 300 civils et militaires tués par le Hamas. Elle est ainsi critiquée pour ses déclarations palestinistes qui provoquent des dissensions au sein du mouvement Fridays for Future. En novembre 2023, elle suscite la polémique en publiant en soutien aux populations civiles de Gaza une photo accusée d'antisémitisme : il est possible d'y remarquer une peluche représentant une pieuvre bleue, symbole pouvant être interprété comme relevant d'une propagande antisémite utilisée par le nazisme. Elle reposte l'image recadrée pour enlever la peluche en expliquant qu'elle ignorait cette signification symbolique et que la peluche sert à des personnes autistes à exprimer leurs émotions. L'avocat Arsen Ostrovsky et le compte officiel X d'Israël regrettent qu'elle ne témoigne pas alors de compassion aux victimes israéliennes du 7 octobre.
Le 1er juin 2025, elle embarque à bord de la « flottille de la Liberté », un navire en direction de Gaza avec à son bord une douzaine de militants dont l'eurodéputée Rima Hassan et l'acteur Liam Cunningham. Leur objectif est d’apporter de l’aide humanitaire à la population assiégée et de « dénoncer le blocus humanitaire et le génocide en cours, l’impunité dont bénéficie l’État d’Israël, et sensibiliser l’opinion mondiale et internationale ». Le sénateur américain Lindsey Graham appelle à couler le navire. Les deux femmes indiquent avoir subi diverses menaces et en craindre de nouvelles. Le bateau est arraisonné illégalement dans les eaux internationales par l'armée israélienne dans la nuit du 8 au 9 juin. Greta Thunberg est expulsée d'Israël vers la France le 10 juin et retourne, après une escale, dans son pays d'origine. Elle doit prendre l'avion entre Tel-Aviv et Stockholm, ce qui s'ajoute à son échec personnel et militant. Elle préfère opter pour cette solution que d'être présentée à un juge.

## L' «effet Greta Thunberg»
La capacité de Greta Thunberg à mettre la question du réchauffement climatique au centre des débats est appelée par certains médias l'« effet Greta Thunberg »,,.

### Réaction médiatique et politique

#### En France
D'après une analyse de France Inter, la perception de Greta Thunberg est variable selon les pays : en France, elle fut peu critiquée jusqu'à sa visite à l'Assemblée nationale en juillet 2019. L'Obs sous-titre d'ailleurs « qu'elle soit considérée comme une icône providentielle ou comme l'actrice d'une mascarade sinistre, Greta Thunberg suscite l'emballement émotionnel ».
Selon une enquête de l'Institut français d'opinion publique (Ifop), réalisée en octobre 2019 pour la fondation Jean-Jaurès, 54 % des Français déclarent avoir une « bonne image » de Greta Thunberg et 46 % en ont une mauvaise image, un Français sur cinq en ayant une « très mauvaise image ». Les sympathisants de gauche sont 78 % à en avoir une bonne image, contre 47 % de ceux de droite, et 39 % de ceux du Rassemblement national,.
Selon Libération, les principales critiques de ses détracteurs portent sur sa jeunesse et la dureté de ses propos ; même si l'adolescente ne fait que répéter principalement deux évidences (dérèglement climatique et inaction des gouvernements), ces critiques sont souvent véhémentes, à la mesure de sa notoriété mondiale.
Des critiques jugent ses discours superficiels, car ils reprennent essentiellement des études de professionnels sans apporter de solutions concrètes ou d'aspects nouveaux,. D’autres estiment qu'elle devrait « laisser la place au débat contradictoire » afin de ne pas s'isoler. D'autres préfèrent s'en prendre à sa personne plus qu'à son discours. La plupart des attaques de ce type sont le fait d'hommes âgés.
La personne et les discours de Greta Thunberg provoquent également la controverse dans les milieux intellectuels et politiques, déclenchant, selon Marine Benoit, de Sciences et Avenir, « un déferlement de haine de la part de députés, journalistes et autres personnalités plus ou moins influentes, comme le philosophe Michel Onfray ou le fondateur du site Doctissimo Laurent Alexandre ».

##### Critiques
Laurent Alexandre affirme que ses idées aggraveraient le réchauffement climatique et mèneraient à une « dictature verte ». Il dénonce en outre sa grève de l'école et sa « pensée apocalyptique dépressive et catastrophique pour la jeunesse », et qualifie sa médiatisation de « réussite marketing de la décennie ».
Le député Guillaume Larrivé la qualifie de « gourou apocalyptique » et appelle au boycott de la rencontre ; Julien Aubert parle d'un « prix Nobel de la peur » et d'une « prophétesse en culottes courtes » tandis que Jean-Louis Thiériot dit « non à l'infantilisation obscurantiste ». La députée Emmanuelle Ménard écrit à son sujet sur Twitter : « Dommage que la fessée soit interdite, elle en mériterait une bonne », ce qui conduit à la suspension de son compte.
Pascal Bruckner, romancier et essayiste, parle d'une « dangereuse propagande de l’infantilisme climatique ».
Selon le philosophe Luc Ferry, l'écologisme radical de Greta Thunberg est en réalité une défense de la doctrine de « l'effondrisme », c'est-à-dire l’idéal antilibéral du gauchisme et du tiers-mondisme. Il y voit la suite idéologique du « communisme défunt ».

#### Dans le monde
Elle est soutenue par la famille royale britannique et considérée comme « incontournable » au Royaume-Uni ; citée par Angela Merkel et très suivie par les étudiants de l'Allemagne, de même que par les étudiants belges ; moquée par Matteo Salvini et plusieurs journaux italiens en parallèle de son invitation par le pape en Italie ; enfin, dans son pays natal, les Suédois sont partagés « entre fierté et agacement » mais elle « fait tout de même le bonheur de la majorité des Suédois ».
En août 2019, le nombre de nouveaux livres pour enfants parlant de la crise climatique et de la nature a plus que doublé au cours des douze derniers mois au Royaume-Uni d'après Nielsen Book Research. Les ventes ont également doublé. Les libraires pour enfants attribuent le phénomène à un « effet Greta Thunberg ». Une nouvelle collection de livres sur les héros de l'environnement doit paraître en octobre 2019, peu avant la remise du prix Nobel de la paix.
Selon l'étude de l'Ifop pour la fondation Jean-Jaurès, publiée en janvier 2020, elle est connue par 84 % des Français (dont 73 % savent précisément de qui il s’agit), de 74 % des Britanniques (dont 57 % savent précisément de qui il s’agit), 95 % des Allemands (dont 86 % la connaissent précisément), 93 % des Italiens (et 77 %), mais plus méconnue aux États-Unis (49 % en ont entendu parler et 36 % à peine savent précisément de qui il s’agit). Les pays où elle est la plus clivante sont l'Allemagne et la France (29 % des Français déclarent qu’elle « les énerve », de même que 35 % des Allemands), tandis qu'elle est relativement consensuelle aux États-Unis, au Royaume-Uni et en Italie (avec environ 70 % de bonnes opinions), où elle est moins connue. Seule une minorité de répondants se disent indifférents à son égard (au minimum 13 % en Allemagne, au maximum 21 % au Royaume-Uni).

### Soutiens
Le 13 mars 2019, le prix Nobel de littérature J. M. G. Le Clézio prend position en faveur de Greta Thunberg et de son combat dans une tribune publiée dans Libération : « Elle dit que nous — les adultes, les responsables, les acteurs de notre monde égoïste et rapace —, nous n’avons rien fait, et que les enfants du futur nous demanderont des comptes. […] Elle parle pour elle, pour sa génération, mais aussi pour ses enfants à naître, et au-delà des humains, pour notre Terre tout entière, dans sa précieuse et fragile beauté. Écoutons-la. Entendons-la. Il est peut-être encore temps. » La seconde partie de cette citation a été reprise en quatrième de couverture du petit livre de Greta Thunberg Rejoignez-nous.
Pour la coprésidente du groupe numéro un du GIEC, Valérie Masson-Delmotte, « on parle de la messagère mais pas du problème et ce qui m'intéresse, c'est de parler du changement climatique qui affecte tout le monde, les écosystèmes et les gens, et parler des solutions et faire en sorte que ces solutions soient déployées ».
« C'est le miracle que j'attendais » dit le réalisateur Yann Arthus-Bertrand. D'autres en France lui apportent un soutien, tels la députée Delphine Batho, le journaliste Hugo Clément ou la dessinatrice Pénélope Bagieu.
En mai 2019, le 14e dalaï-lama, Tenzin Gyatso, écrit à Greta Thunberg : « C'est très encourageant de voir comment vous avez inspiré d'autres jeunes à se joindre à vous pour s'exprimer. Vous réveillez les gens face au consensus scientifique et à l'urgence d'agir »,. Le 22 juillet suivant, l'éditorialiste Pascal Riché écrit que Greta Thunberg est une « icône nécessaire », et « ne mérite ni excès d’honneur ni indignité. Elle n’est qu’une représentante de la génération à venir, qui a raison de nous alerter. »
En septembre 2019, l'écologiste et ingénieur Jean-Marc Jancovici défend Greta Thunberg dans un article sur son blog personnel, il écrit : « Le temps que cette lycéenne s’est dégagé est consacré à… exhorter les adultes à retourner à l’école ! Se faire faire la leçon par une adolescente est irritant, mais Greta a raison : sans bonne compréhension des enjeux, il n’y aura pas d’action à la hauteur du défi. »
Perry Bellegarde (en), chef national de l'Assemblée des Premières Nations, la salue comme une « jeune guerrière » (« young warrior lady »), lors de la manifestation organisée à Montréal, le 27 septembre 2019, dans le cadre des Fridays for Future.
En janvier 2020, le philosophe Bernard Stiegler fait paraître le tome 2 de son essai Qu'appelle-t-on panser ? dont le sous-titre est La leçon de Greta Thunberg, dans lequel il évoque la nécessité et l'ampleur du combat de Greta Thunberg,.

### Accusations d'instrumentalisation
Dans un article de Reporterre publié le 9 février 2019, Isabelle Attard, ancienne députée EÉLV, suggère qu'Ingmar Rentzhog, suédois spécialiste en relations publiques, fabriquerait son image. Isabelle Attard accuse Greta Thunberg d’être financée par son entreprise et qu’elle serait instrumentalisée. Il s'agirait pour Attard de « spécialistes du greenwashing, de la croissance verte et du capitalisme ». Les parents, interrogés à ce sujet, déclarent ne pas être au courant,. Greta Thunberg nie connaître Rentzhog : « Il m'a parlé et a pris des photos, qu'il a affichées sur Facebook. C'était la première fois que je le rencontrais et que je lui parlais. »
Greta Thunberg est régulièrement accusée en Suède d'être un « objet marketing » et de « monnayer ses interventions » mais toujours sans aucune preuve. Elle déclare : « Je ne fais partie d'aucune organisation, je ne voyage qu’avec la permission de mon école, mes parents paient les billets et l’hébergement. » Selon Europe 1, « jusqu'à maintenant, rien ne permet de la contredire ». Elle explique notamment que son action est purement individuelle et qu'elle aimerait ne pas avoir besoin d'agir puisque les informations scientifiques sont disponibles à tous et que les adultes et gouvernements peuvent aussi se mobiliser.

## Réactions violentes
Greta Thunberg subit en réaction à son discours de très virulentes critiques, mais également des attaques personnelles sur son âge, son sexe, sa taille (environ un mètre cinquante) et sa masse corporelle, son apparence physique dont son visage, ses vêtements, sa coiffure (tresses) ou sa forme d'autisme, et du harcèlement, certains de ses détracteurs appelant jusqu’à sa mort.

### Événements notables
Bernard Chenebault, président de l’association Les Amis du Palais de Tokyo, est démis de ses fonctions le 29 septembre 2019 après avoir appelé publiquement au meurtre de Greta Thunberg.
Pour l'auteur et enseignant en science politique danois Bjørn Lomborg, « des décennies d'exagération des changements climatiques en Occident ont produit des enfants effrayés, des titres fébriles et des promesses politiques irréalistes. Le monde a besoin d'une approche plus froide qui aborde intelligemment le changement climatique sans nous effrayer inutilement [...] ».
Le polémiste conservateur australien Andrew Bolt (en) publie deux tribunes contre elle dans le Herald Sun, la qualifiant de « profondément dérangée » et de « fille si jeune et avec tant de troubles mentaux traitée en gourou par tant d'adultes ». Greta Thunberg lui répond sur Twitter, en faisant part de son étonnement face à la publication de sa « campagne de haine conspirationniste »,.
Fin 2018 et début 2019, sur Internet, des internautes climatosceptiques et conspirationnistes la critiquent à la manière de trolls. Sa mère Malena Ernman répond sur Facebook, une partie des critiques portant sur elle, régulièrement soupçonnée d'instrumentaliser sa fille. Malena Ernman affirme que la décision de sa fille de faire grève est la sienne et que ses parents y étaient opposés, bien qu'elle ait publié un livre quelques jours avant le début de la grève de sa fille et que ses parents financent ses déplacements, qui se font en voiture électrique, en train et en bus.
Le 7 octobre 2019, un mannequin à son effigie, assorti d'un panneau « Greta is your god » (« Greta est ton dieu »), est retrouvé pendu sous un pont de Rome. Cette action est condamnée par la maire de Rome et d’autres responsables politiques italiens ; le parquet de Rome ouvre une enquête pour « menaces aggravées ».
Lors de son voyage au Canada[Lequel ?], l'apparition d'un autocollant d'une compagnie pétrolière interprété comme une caricature à caractère pédopornographique a provoqué une vague d'indignation. Leela Aheera, ministre de la Culture, du Multiculturalisme et de la Condition féminine, a qualifié cette image de « complètement déplorable, inacceptable et dégradante ». Le département d’enquête de la Gendarmerie royale considère « que l’illustration ne répond pas aux critères associés à la pornographie juvénile ni qu’elle dépeint un acte non consensuel pouvant être interprété comme une menace pour la personne ».

### Diverses analyses des attaques
Les attaques contre Greta Thunberg ont été particulièrement vives, plus sur la forme que sur le fond. C'est ce qu'a notamment montré une étude du chercheur Albin Wagener, de l'université Rennes-II. Dans une analyse des discours contre la militante suédoise, il a montré quels arguments étaient les plus utilisés contre elle, sans jamais remettre en question le fond de son discours.
Pour la revue Scientific American, Greta Thunberg est surtout victime d'attaques personnelles sur son autisme, son âge, son sexe, sa taille et divers éléments de son apparence de la part de climatosceptiques, de proches de l'Environmental Protection Agency de l'administration Trump qui ont restreint le rôle de la science dans l'agence et sont contre une politique de lutte contre le réchauffement climatique, ainsi que de médias conservateurs. Par cette pratique, tous veulent réduire l'impact de son discours avec pour conséquence, selon les auteurs, de dissuader les personnes avec un handicap mental ou physique de parler publiquement.
Le 9 avril, les membres du Collectif pour la liberté d'expression des personnes autistes soulignent que les propos de Laurent Alexandre contre Greta Thunberg sont « discriminatoires et insultants », et que ce dernier s'appuie sur une définition datée et erronée du syndrome d'Asperger. Le journaliste québécois Marc Cassivi qualifie le texte d'Onfray de « minable », estimant par ailleurs que la pire réaction contre Greta Thunberg fut celle du candidat politique canadien Ken Pereira, qui a souhaité que son voilier fasse naufrage durant son voyage d'août 2019. Hugo Horiot, auteur, comédien et militant pour la dignité des personnes autistes, considère que plutôt que d'aborder le fond du débat, les attaques visent la jeune militante en « ce qu'elle est intrinsèquement. […] Sous prétexte qu'elle est dans le spectre de l'autisme, ça voudrait dire qu'elle serait incapable de penser par elle-même ».
Le journaliste Scott Waldman, de l'université Thomas Jefferson, prend la défense de Greta Thunberg dans une tribune publiée dans la revue spécialisée E&E News (en) et dans Scientific American. Il observe que de nombreuses attaques, émanant notamment de personnes ayant influencé la politique environnementale de l'administration de Donald Trump, portent sur l'autisme de Greta Thunberg. Sur ce point, il rapporte les propos d'experts de l'autisme, qui s'inquiètent « que le recours à des attaques ad hominem entraîne des dommages collatéraux importants en dissuadant les personnes ayant un handicap intellectuel et/ou un trouble du développement de s'exprimer en public [sic] ». Le 30 juillet 2019, la journaliste de TV5 Monde Linda Giguère demande l'arrêt du « lynchage de Greta Thunberg sur les réseaux sociaux », en notant que de nombreuses insultes portent sur son apparence et ses diagnostics médicaux plutôt que sur le fond de son discours ; elle ajoute que Greta dérange parce qu'elle est « étrange », qu'elle parle, et « devient un modèle malgré son autisme ». En affichant son soutien à Greta Thunberg, l'écrivain américain Steve Silberman a noté que le dégoût contre les mensonges et l'injustice sont courants chez les personnes autistes. Il ajoute que la stratégie visant à l'attaquer sur la base de son autisme a pour objectif de discréditer le message de Greta Thunberg, perçu comme non pertinent parce qu'émanant d'une personne différente.
Plusieurs journalistes ont souligné l'aspect fallacieux de l'argument d'une incapacité de Greta Thunberg à avoir une pensée indépendante et à assumer son militantisme pour le climat en raison de son autisme,,.
Alice Afanasenko, membre de l’Association francophone de femmes autistes (AFFA), estime que « Le summum de la haine misogyne et handiphobe a été atteint mardi 23 juillet par Michel Onfray […] ». Les propos d'Andrew Bolt suscitent de nombreuses condamnations par les défenseurs des autistes et la presse anglo-saxonne,, le journaliste à The Independent James Moore les qualifiant de « harcèlement pathétique ». Claude Askolovitch estime que Pascal Bruckner « ne sait rien de Greta Thunberg » et qu'il l'insulte sur la base de son handicap et de son apparence « dans les termes les plus vils ».
Pour Hervé Gardette, journaliste sur France Culture, et Philippe Watrelot, professeur de sciences économiques et pédagogue, la détestation manifestée par des hommes âgés comme Laurent Alexandre, Michel Onfray et Pascal Bruckner à l'égard de Greta Thunberg relève de la « jeunophobie »,. En second lieu, cette génération âgée refuse le reproche des choix passés et les idées apportées nouvellement, qu'ils entrevoient comme une régression de « leur » époque. Car au-delà des arguments émanant des climato-sceptiques se pose la question, dans de multiples critiques, de l'« inversion des hiérarchies », où une enfant dicte la conduite des adultes. L'écrivain Didier Daeninckx se réjouit de la mobilisation de la jeunesse et relève que par le passé des personnes comme Guy Môquet se sont engagées jeunes elles aussi.
Dans son blog sur Télérama, Samuel Gontier passe ironiquement en revue les réactions des éditorialistes de télévision à la suite de son discours à l'ONU en septembre 2019. À quelques exceptions près, ils se disent au bord du malaise et ne commentent pas le fond mais toujours la forme du discours et la personne de Greta Thunberg. LCI souligne que « lorsque l'on écoute les discours de la jeune écologiste, on observe en effet qu'elle ne préconise qu'une chose : écouter les spécialistes et se plonger dans leurs travaux ».
Pour Titiou Lecoq, sur Slate, Greta Thunberg, sorcière moderne, aurait tout simplement été brûlée en d'autres temps. Ce qu'on lui reproche c'est d'être femme et de ne pas chercher à séduire, d'être jeune et de ne pas écouter les grandes personnes, d'être autiste et de savoir s'exprimer. « Greta Thunberg n'incarne pas, physiquement, ce qu'on attend traditionnellement d'une femme jeune qui choisit d'entrer dans le champ médiatique » souligne Arnaud Gonzague dans les pages de L'Obs à propos du rejet qu'elle entraine chez certains qu'il nomme « thunbergophobes ». De plus, l'association de femme et adolescente suscite nombre de critiques souvent virulentes : « gamine médiatisée », « Pythie à couette », ou encore d'après Raphaël Enthoven « une enveloppe vide mandatée pour dire le bien ».
Pour la chercheuse australienne Camilla Nelson, sur The Conversation, Greta Thunberg attaque le capitalisme industriel et par cela même les certitudes et l'amour-propre de certains hommes, qui ont recours aux stratégies habituelles de la misogynie pour esquiver le fond du débat : « Accusations d’émotivité, d’hystérie, de troubles mentaux et d’une incapacité à penser par elle-même – des étiquettes stéréotypées qui sont traditionnellement utilisées pour faire taire le discours public des femmes et saper leur autorité. »
Selon Jean-Pascal van Ypersele de Strihou, climatologue et ancien vice-président du GIEC, la haine de ses détracteurs s’explique souvent par la peur de changer un système qui leur profite. Pour lui, précisément, avec sa particularité neurodéveloppementale, « Greta est surdouée, et elle comprend les enjeux de la crise climatique bien mieux que la plupart des dirigeants politiques ou économiques » et elle « dérange », les tentatives pour la discréditer venant souvent de « vieux messieurs » qui « s’abaissent à critiquer son apparence ou sa prétendue « maladie mentale » ».
Selon une étude de Jonas Anshelm et Martin Hultman chercheurs à l'École polytechnique Chalmers, les attaques de climatosceptiques comme Bjørn Lomborg ou Steve Milloy (en) contre Greta Thunberg sont le reflet d'un groupe d'hommes qui ne pensent pas que l’environnement soit menacé par le changement climatique, la seule menace à leurs yeux étant celle contre « une certaine forme de société moderne industrielle, construite et dominée par leur forme de masculinité ». Ils se sentent menacés sur plusieurs fronts, d'abord l'égalité des genres et le Mouvement #MeToo, ensuite par les changements demandés pour empêcher le réchauffement climatique qui menace leur mode de vie. Ces hommes réactionnaires sont guidés par le nationalisme de droite, l'antiféminisme et le déni du réchauffement climatique, ces trois réactions se nourrissant mutuellement.

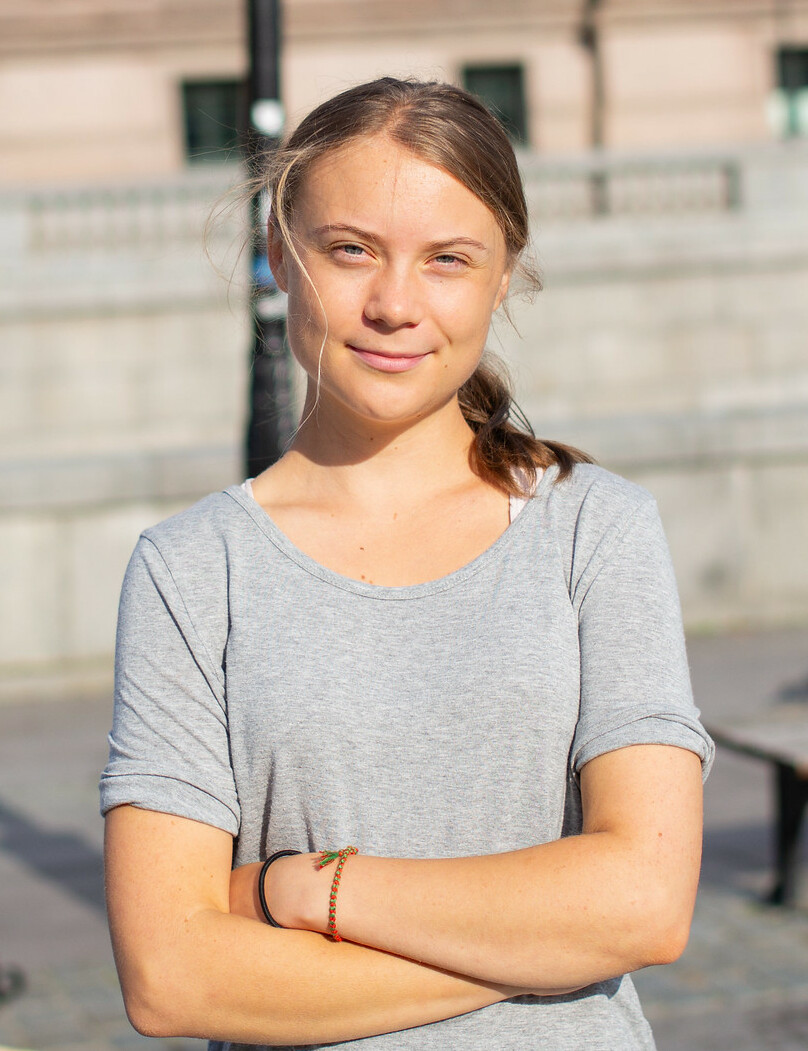
Greta Thunberg en septembre 2023.

### Réactions de Greta Thunberg
Greta Thunberg fait preuve d'humour face aux attaques. Dans un entretien accordé au Time en mai 2019, elle s'adresse aux critiques reçues sur Internet en disant : « C'est assez comique lorsque la seule chose que les gens peuvent faire est de se moquer de vous, ou de parler de votre apparence ou de votre personnalité, ce qui veut dire qu'ils n'ont pas d'arguments, et rien d'autre à dire. » Après les réactions de Donald Trump et de Vladimir Poutine, qui insistent sur son âge en la décrivant par exemple comme « une gentille fillette mal informée », elle reprend cette formule dans sa propre description sur son compte Twitter. De même, interrogée en octobre 2019 pour L'Émission pour la Terre, sur France 2, Greta Thunberg déclare : « Si je vous dis qu’il y a le feu ici, normalement c’est le feu que vous devez regarder et pas moi. Et pourtant, en ce moment, ce que les gens regardent, c’est moi ! […] [Les critiques qu’on m’adresse], d’une certaine manière c’est plutôt bon signe : s’ils se focalisent sur des campagnes de haine et de mensonge à mon sujet, cela signifie qu’ils n’ont aucun argument et qu’ils en sont réduits à s’en prendre à une gamine de 16 ans. »

### Autres réactions
Dans un discours prononcé en mars 2019 dans l'église Saint-Sauveur à Duisbourg, Katrin Göring-Eckardt, ancienne vice-présidente écologiste du Bundestag, fait un parallèle entre les critiques à l'égard de Greta Thunberg et celles dirigées contre le prophète biblique Amos : « Greta me rappelle le passage d'Amos, le livre du prophète, dans lequel il est écrit : « Ils haïssent celui qui les reprend à la porte, et ils ont en horreur celui qui parle sincèrement. » »,.
Le 3 janvier 2020, elle annonce une possibilité de se rendre en Asie[pertinence contestée].

## Prix et distinctions

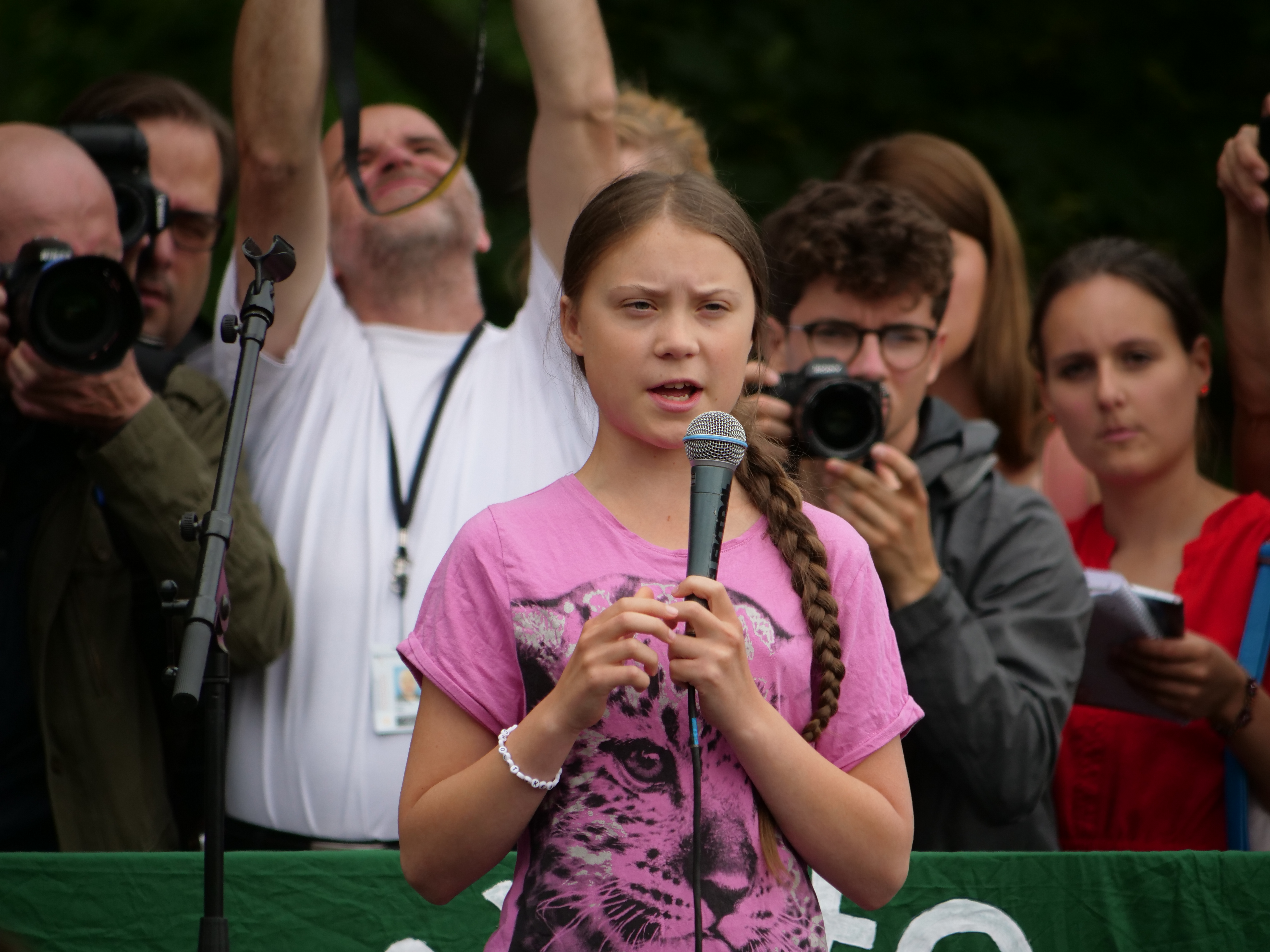
Discours de Greta Thunberg à Berlin le 19 juillet 2019.

En 2018, Greta Thunberg est l'une des trois nommés pour le prix Héros de l'environnement du WWF Suède.
En novembre 2018, elle est nommée par la compagnie d'électricité Telge Energi pour le prix Enfants pour le Climat, mais a décliné cette nomination en apprenant que les autres finalistes devaient être envoyés du monde entier à Stockholm, et a déclaré : « Ils n'ont aucun contact avec la réalité. »
En novembre 2018, elle a reçu la bourse d'études Fryshuset du jeune modèle de l'année. En décembre, Time Magazine l'a citée comme l'une des vingt-cinq adolescents les plus influents du monde.
Au mois de mars 2019, elle est proposée pour le prix Nobel de la paix par deux députés d'opposition Parti de gauche du parlement suédois (Jens Holm (sv) et Håkan Svenneling (sv)) et trois députés d'opposition Parti socialiste de gauche du Storting, le parlement norvégien, Freddy André Øvstegård (no), Mona Fagerås (no) et Lars Haltbrekken (no),,. Le tabloïd suédois Expressen la choisit pour représenter la femme de l'année 2019 en Suède. Un sondage réalisé pour le journal Aftonbladet auprès de 1 000 personnes en mars 2019 la désigne également comme femme de l'année,.
En avril 2019, elle reçoit le prix Liberté, qui est un prix de la région Normandie ouvert aux jeunes de quinze à vingt-cinq ans qui sont invités à voter en ligne. Elle déclare qu'elle donne les vingt-cinq mille euros du prix à quatre organisations engagées pour la justice climatique, Care, le Fonds d'adaptation au changement climatique, 350.org et Greenpeace International.
Le 7 juin 2019, Amnesty International lui décerne, ainsi qu'au mouvement Fridays for Future qu'elle a inspiré, son prestigieux Prix Ambassadeur de la conscience. Kumi Naidoo, secrétaire général d'Amnesty, écrit : « La détermination des jeunes militants du monde entier face aux réalités de la crise climatique nous rend humbles et nous inspire. Chaque jeune participant incarne ce que signifie agir d'après sa conscience. Ils nous rappellent que nous avons plus de pouvoir que nous ne le croyons et que nous avons tous un rôle à jouer dans la protection des droits de l'homme contre les catastrophes climatiques. »
Le 12 juillet 2019, la jeune militante reçoit la Geddes Environment Medal, l'une des récompenses les plus importantes de la Royal Scottish Geographical Society, décernée « pour contribution exceptionnelle à la conservation et à la protection de l’environnement naturel et au développement durable ».
Elle reçoit les Clés de la Ville de Montréal, en septembre 2019, par le maire Valérie Plante.
Le 21 juillet 2019, Greta Thunberg reçoit le prix Liberté 2019 en Normandie après un vote de 4 015 jeunes de 15 à 25 ans.
Le 25 septembre 2019, elle reçoit le prix Right Livelihood, connu sous le nom de « prix Nobel alternatif ». Greta Thunberg est distinguée « pour avoir inspiré et porté les revendications politiques en faveur d'une action climatique urgente conforme aux données scientifiques » ; la fondation précise : « Sa compréhension de la crise climatique basée sur la science ainsi que les maigres réponses apportées sur le thème par la société et les politiques ont conduit Greta Thunberg à se consacrer à la cause et à réclamer des actes contre le changement climatique. Elle personnifie l'idée que chacun a le pouvoir d'infléchir le cours des choses. »,
L'université de Mons annonce en mai que Greta Thunberg recevra l'insigne et le diplôme de docteur honoris causa lors de la séance solennelle le 10 octobre 2019.
Le musée d'histoire naturelle de Londres annonce le 25 octobre 2019 que l'entomologiste Michael Darby a baptisé un minuscule coléoptère tout juste découvert Nelloptodes gretae (en), du nom de Greta, en allusion au slogan de celle-ci « On n'est jamais trop petit pour faire une différence » et en regard à sa contribution aux questions environnementales.
Le 11 décembre 2019, elle est désignée personnalité de l'année 2019 par le Time Magazine, et devient ainsi la plus jeune lauréate de cette distinction, décernée depuis 1927 par le magazine américain. Cela fait aussi d'elle la première personne ouvertement affichée comme autiste à obtenir cette reconnaissance.
Le 19 décembre 2019, elle est nommée dans le top 10 de Nature en tant que « catalyseur climatique » et pour avoir « canalisé la rage de sa génération et amené sur le devant de la scène la science du climat ». « Greta a inspiré les scientifiques autant que les militants et les décideurs politiques », déclare Angela Ledford Anderson, directrice du programme Climat et énergie de l'Union of Concerned Scientists à Washington DC.
En 2019, elle est centième dans la liste des cent femmes les plus puissantes du monde selon Forbes.
En mai 2020, elle reçoit un prix de 100 000 dollars de Human Act, une ONG danoise. Elle fait donation de ce prix à l'Unicef car « comme la crise du climat, la pandémie de coronavirus est une crise pour les droits des enfants. Elle affectera tous les enfants, maintenant et sur le long terme, et les groupes vulnérables seront les plus touchés ». Human Act s'associe au geste par un don supplémentaire de 100 000 dollars à l'Unicef.
En juillet 2020, elle reçoit la première édition du prix Gulbenkian pour l'humanité destiné à la lutte contre le réchauffement climatique pour un montant d'un million d'euros. La jeune activiste déclare que les premiers projets soutenus par sa fondation grâce à ce prix seront une aide médicale aux communautés natives d'Amazonie pendant la pandémie et un soutien à Stop Ecocide Foundation afin que la Cour pénale internationale poursuive les crimes écologiques,,.

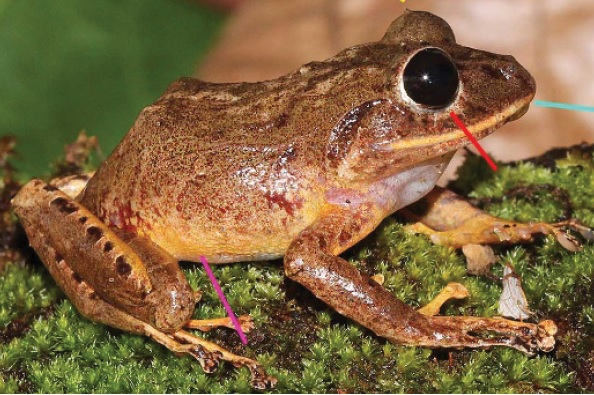
Pristimantis gretathunbergae
Mebert, González-Pinzón, Miranda, Griffith, Vesely, Schmid & Batista, 2022.

En janvier 2022, une espèce de grenouille du Panama nouvellement décrite, Pristimantis gretathunbergae, lui est dédiée.

## Publications
- Rejoignez-nous : #grevepourleclimat (trad. de l'anglais par Flore Vasseur) (recueil de six discours), Paris, éditions Kero, 2019, 30 p. (ISBN 978-2-36658-405-9).
- (en) No One is Too Small to Make a Difference (recueil de onze discours), Penguin Books, 2019, 68 p. (ISBN 9780141991740).
- Scènes du cœur co-écrit par Greta Thunberg, Svante Thunberg, Beata Ernman, Malena Ernam, Le Livre de Poche, novembre 2020  (ISBN 978-2-25-310148-2)
- Le Grand Livre du climat (trad. de l'anglais), Paris/85-Luçon, Kero, 27 octobre 2022, 446 p. (ISBN 9782702168523) ; (en) The Climate Book (ouvrage collectif sous la direction de Greta Thunberg), Penguin Books, 2022, 464 p. (ISBN 9780241547472)
- Agir pour le climat, Susan Bauer-Wu, le 14e dalaï-lama Tenzin Gyatso, Greta Thunberg, J'ai lu, 2024

## Dans la culture populaire et l’art
Le 6 février 2019, le groupe français Shaka Ponk insère cinquante secondes du discours de la militante à la COP24, en plein milieu de leur performance en direct aux Victoires de la musique.
En mai 2019, l'artiste Jody Thomas réalise une peinture murale de quinze mètres de haut sur un mur de la Tobacco Factory (en) à Bristol représentant Greta Thunberg, dont la partie inférieure du visage est immergée par l'élévation du niveau de la mer.
Le groupe britannique The 1975 sort un single avec Greta Thunberg pour alerter sur l'urgence climatique. Le texte dit par Greta Thunberg est tiré de son discours de Davos et est accompagné essentiellement au piano. La chanson sera la première du prochain album du groupe et les bénéfices du single seront reversés à Extinction Rebellion.
En 2019, Tous avec Greta !, un livre destiné aux enfants, est écrit par Zoë Tucker. Il s'agit d'un conte inspiré de l'histoire de Greta Thunberg, dans lequel une fillette coiffée de nattes commence à manifester contre les géants qui détruisent sa forêt et est rejointe dans son combat par des animaux et des enfants,.
Le 4 octobre 2019, lors d'un concert à Gateshead, le musicien Fatboy Slim fait un mashup de son titre Right Here, Right Now avec des extraits du discours de Greta Thunberg du 23 septembre précédent à l'ONU.
Un documentaire de Nathan Grossman intitulé I Am Greta est présenté à la Mostra de Venise 2020, sort le 16 octobre 2020 dans de nombreux pays, dont le Royaume-Uni, l'Allemagne ou la Suisse, puis sort le 13 novembre 2020 sur Hulu. Il suit Greta Thunberg depuis ses premiers jours devant le parlement de Suède jusqu'à son intervention à l'Onu et aux manifestations de New York. Pour BBC News, le plus frappant est son intensité, sa conviction, en bref ses super-pouvoirs lorsqu'elle est en compagnie de politiciens indifférents.
En 2021, Greta Thunberg est représentée dans un timbre de poste suédois en reconnaissance de son action pour « préserver la nature unique de la Suède pour les générations futures ».
Elle fait l'objet d'un documentaire en trois épisodes produit par la BBC, intitulé Greta Thunberg, un avenir pour la planète.